# رودلف إلمر
رودلف إلمر هو مصرفي ومدقق حسابات سويسري، ولد في 1 نوفمبر 1955 في زيورخ في سويسرا.